# Station touristique Massif du Sud
Ne doit pas être confondu avec Le Massif de Charlevoix ou Parc Régional du Massif du Sud.
La station touristique Massif du Sud est une entreprise privée offrant une  station de sports d'hiver située sur le versant nord du mont du Midi, dans le massif du Sud. C'est la montagne ayant la plus haute altitude pour le ski au Québec, avec une moyenne annuelle de neige de 750 cm. Elle est administrativement rattachée aux municipalités de Notre-Dame-Auxiliatrice-de-Buckland et Saint-Philémon, au Québec. Elle offre 35 pistes de ski alpin sur un domaine skiable de 300 acres. À ne pas confondre avec le parc régional du Massif-du-Sud qui est géré par les MRC.

## Description
La station ouvre en 1989. Au cours de son histoire, elle changera plusieurs fois de propriétaire.

### Enneigement
Près de la moitié du domaine skiable est constituée de sous-bois qui reçoivent des précipitations annuelles moyennes de neige de 750 cm, l'autre moitié est aussi entretenue avec des canons à neige.

## Classification des pistes
- Débutant : 20 %
- Intermédiaire : 10 %
- Expert : 70 %